# Heitor Dias Pereira
Heitor Dias Pereira (Santo Amaro, 28 de maio de 1912 - Salvador, falecido 10 de junho de 2000) foi um advogado, professor e político brasileiro que foi prefeito de Salvador e representou a Bahia no Congresso Nacional.

## Dados biográficos
Filho de Sebastião Dias Pereira e de Alzira de Lima Dias Pereira. Formado em Direito em 1935 pela Universidade Federal da Bahia onde lecionou. Secretário do Instituto do Cacau da Bahia (1945-1946) foi diretor da Imprensa Oficial do Estado no governo Otávio Mangabeira a quem seguiu na filiação à UDN. Eleito vereador em Salvador em 1954 chegou à presidência da Câmara Municipal e em 1958 foi eleito prefeito da capital baiana e quatro anos depois fez de Virgildásio de Sena (PTB) seu sucessor.
Eleito deputado federal em 1962 e 1966 quando já estava filiado à ARENA, partido de apoio ao Regime Militar de 1964. Sua passagem por Brasília foi interrompida para exercer os cargos de Secretário de Governo de Lomanto Júnior e Secretário de Justiça no governo Luís Viana Filho. Eleito senador em 1970 e primeiro suplente de deputado federal em 1978, foi efetivado após a morte de Theódulo de Albuquerque e ficou novamente na suplência ao buscar um novo mandato pelo PDS em 1982 e no ano seguinte foi nomeado para o Tribunal de Contas do Estado da Bahia onde permaneceu até se aposentar em 1986.

## Obras publicadas
- Castro Alves : caravaneiro do ideal. Brasília : Senado Federal, 1971. 16p.
- A ELETROBRAS no desenvolvimento do Brasil. Brasília : Senado Federal, Centro Gráfico, 1978. 6p. Discurso pronunciado na sessão do dia 31-5-78.
- Na memória do papel. Brasília : Senado Federal, Centro Gráfico,1978. 630p.
- Um estadista à prova. Brasília : Senado Federal, 1975. 7p. Discurso pronunciado no Senado Federal, na sessão de 22-10-75.
- BARBOSA, Ruy. Lições de Ruy : paginas coligidas por Heitor Dias. Bahia : Impr. Oficial, 1949. 259p.
- BARBOSA, Ruy. Lições de Ruy : paginas coligidas por Heitor Dias. 2. ed. Salvador : Progresso, 1954. 304p.
- Atualidade de Rui. Política, n. 6, p. 3-6, out./dez. 1977.

## Homenagens recebidas
- Medalha do Pacificador;
- Medalha de Tamandaré;
- Medalha de Cosme de Farias.